# Оператор ринку (підприємство)
Акціонерне товариство «Оператор ринку» відповідає за організацію в Україні купівлі-продажу електричної енергії на ринку «на добу наперед» (РДН) та внутрішньодобовому ринку (ВДР), допомагає забезпечити баланс між попитом та пропозицією на ринку електричної енергії.

## Історія
17 квітня 2019 року Кабінет Міністрів України утворив державне підприємство «Оператор ринку» у відповідності до Закону України «Про ринок електричної енергії». В результаті реформи ринку електричної енергії держава з липня 2019 року перестала бути єдиним продавцем та покупцем електроенергії. Виробники електроенергії, електропостачальники, трейдери та великі промислові споживачі почали працювати на ринкових умовах, де ціна формується не ручним управлінням, а шляхом конкуренції за покупця. Торгівля електроенергією, відповідно до прийнятих правил Європейського союзу, з 2019 року відбувається на таких сегментах нового ринку, як ринок двосторонніх договорів, ринок «на добу наперед», внутрішньодобовий ринок та балансуючий ринок. Адмініструвати ринок «на добу наперед» і внутрішньодобовий ринок уряд уповноважив «Оператора ринку». 20 грудня 2021 року «Оператор ринку» став акціонерним товариством, 100% акцій якого належить державі та не підлягає приватизації 

## Діяльність
АТ «Оператор ринку» працює за принципом біржі, що сприяє розвитку конкуренції та зниженню ціни на електричну енергію. Підприємство надає можливість учасникам ринку електроенергії мінімізувати небаланси, і таким чином, зменшити свої витрати. Це перше і єдине державне підприємство в Україні, яке впровадило і здійснює платежі через ЕСКРОУ-рахунки. І перше, в кого система розрахунків працює у вихідні. «Оператор ринку» забезпечує миттєві 100 % розрахунки між тими, хто продав, та тими, хто купив електроенергію, що унеможливлює появу боргів на цих сегментах нового енергоринку. Операції з купівлі-продажу електроенергії на ринку РДН і ВДР здійснюються автоматично, без будь-якого ручного управління, що унеможливлює зловживання та забезпечує рівні умови для всіх учасників ринку. Це підтверджено сертифікатом якості у сфері управління ISO 9001:2015, який свідчить про відповідність діяльності «Оператора ринку» міжнародним стандартам менеджменту якості стосовно надання послуг з організації купівлі-продажу електричної енергії.
У 2020 році ДП «Оператор ринку» отримало 20 мільйонів чистого прибутку та сплатило до бюджетів різного рівня 133,8 мільйонів податків і зборів. За І півріччя 2021 року підприємство отримало 39,9  мільйонів гривень чистого прибутку. У 2020 році «Оператор ринку» здобув перемогу у щорічному тематичному конкурсі, посівши перше місце у номінації «Компанія року» як найкраще енергетичне підприємство, що впровадило і розвиває гендерну політику.
У 2021 році підприємство отримало два міжнародні сертифікати — сертифікат про відповідність системи управління щодо протидії корупції вимогам ISO 37001 та сертифікат про відповідність системи управління інформаційною безпекою «Оператора ринку» міжнародному стандарту управління інформаційною безпекою ISO 27001:2013.
Відпрацювавши запити бізнесу, АТ «Оператор ринку» у липні 2023 року розробив платформу для роздрібної торгівлі електроенергією - RETAIL ENERGY PLATFORM, де постачальник має змогу запропонувати свої умови та ціну постачання електроенергії, а споживач знайти для себе вигідну пропозицію 

## Ринки «на добу наперед» і внутрішньодобовий
На ринку «на добу наперед» купівля-продаж електроенергії здійснюється на наступну добу за днем проведення торгів . Ціна на цьому сегменті ринку визначається за принципом граничного ціноутворення із забезпеченням мінімізації ціни та максимізації обсягів торгівлі. Жоден учасник не бачить заявлені ціни та обсяги купівлі-продажу електричної енергії іншими учасниками. Така технологія торгів на РДН сприяє розвитку конкуренції.
На внутрішньодобовому ринку купівля-продаж електроенергії здійснюється безперервно після завершення торгів на ринку «на добу наперед» та впродовж доби фізичного постачання електроенергії. Цей сегмент ринку дає змогу учасникам ринку скорегувати свої торговельні позиції та працює за принципом «на кожен товар є свій покупець». Тобто продавці та покупці заявляють обсяги та ціни, за якими бажають продати чи купити електроенергію, і чекають свого контрагента.

## Менеджмент
З 12 червня 2019 року до 26 жовтня 2020 року директором ДП «Оператор ринку» був Володимир Євдокімов. З 26 жовтня до 23 листопада 2020 року виконуючим обов'язки директора підприємства був Роман Сутченко. З 7 грудня 2021 року керівником "Оператора ринку" є Олександр Гавва .
Міністерство енергетики України призначило членів Наглядової ради акціонерного товариства «Оператор ринку» та затвердило її персональний склад .
Незалежними членами Наглядової ради АТ «Оператор ринку» стали польський інвестиційний банкір, представник бізнесу в Європейській комісії Лукаш Дзеконський, представниця менеджменту скандинавської біржі Nord Pool Ліна Масюлієне та українська правниця Юлія Житник. Представниками держави обрано Олену Ковальчук, котра має багаторічний досвід роботи над реформою корпоративного управління, та Дмитра Олефіра, що працює в галузі електроенергетики України з 1998 року.
Формування Наглядової ради є частиною корпоратизації АТ «Оператор ринку», необхідною передумовою для впровадження market coupling з ЄС.